# 萨德伯里山谷学校
萨德伯里山谷学校（英文：Sudbury Vally School，也译作瑟谷学校）于1968年建于美国的马萨诸塞州弗雷明翰市。 现在有超过50多所基于萨德伯里模式的学校，它们分布在美国，丹麦，以色列，日本，荷兰，比利时和德国。这个模式有两个基本的信条：教育自由和民主管理。萨德伯里山谷学校是一个私立学校，入学的孩子年龄跨度从4岁到19岁。
在萨德伯里山谷学校，学生独立的决定该做些什么。学习是伴随着他们的个人努力，和他人的交互和日常的经验，而不是通过课堂或者标准的课程计划。

## 设施
因为基于不同的哲学，学校的设施也和其他的学校不同。学校设施和家里的环境差不多。没有传统的教室和课堂。作为自我教育的一部分，学生可以自由的探索任何学科并和任何学校工作人员讨论任何兴趣。

## 管理
学生对自己的教育负有全部的责任。在学校管理上学生和老师是平等的。学校由学校大会所拥有并运营，每个学生和选上的工作人员只有一票。

## 职员
学校没有长期的工作人员。学校大会，作为其管理学校的责任之一，以一人一票的规则雇用工作人员。每年的春季选举选出下一年的工作人员。任何想参与服务的人可以把他们的名字加入候选名单。学校大会辩论学校的工作人员需求，并对每个候选人进行逐一讨论。所有员工和学生参与隐私的纸质的投票。工作人员并不是仅仅由投票选出，他们必须满足一定的支持度才能够被雇用，由学校大会聘用他们。
- Jay Flood[5]
- Scott David Gray[6]
- 丹尼尔·格林伯格, 创始人
- Hanna Greenberg, 创始人
- Mikel Matisoo
- Peter Poulos
- Joan Rubin, 创始人
- Mimsy Sadofsky, 创始人
- Kelly Shultz
- Maria West
- Kristin Wilson

## 课程
学校没有学术活动的要求，对学生完成其在学校里的时间也不加以任何学术上的期望。学生可以自由的选择如何使用他们自己的时间。  

## 校友
萨德伯里山谷学校在过去的40年里发布了关于他们的校友的两份研究报告。他们的发现之一是，他们的学生，80%都从大学毕业， 他们在许多生活领域都很成功。 还没有对萨德伯里山谷学校的毕业生的正式的研究，但据观察似乎有相同的结果。

## 更多阅读
- Raymond H. Hartjen, The Preeminent Intelligence – Social IQ (Sudbury model of democratic education). （页面存档备份，存于） Social skill development and its relevance to the further refinement of the intellect. Retrieved June 8, 2009. (see with Explorer).
- Items from the Sudbury Valley School Press （页面存档备份，存于）
- Items from the Sudbury Valley School's Online Library
- Items from the Sudbury Valley School's Featured Essays （页面存档备份，存于）